# Elecciones generales de Italia de 1994
Las elecciones generales de Italia de 1994 se realizaron el domingo 27 de marzo de 1994 para renovar la Cámara de Diputados y el Senado. Los partidos de centroderecha liderados por Silvio Berlusconi obtuvieron la mayoría en la Cámara de Diputados y perdieron por ligero margen en el Senado. El Partido Popular Italiano, los Demócratas Cristianos renombrados, que habían dominado la política italiana durante casi medio siglo, fue diezmado. Le tomó solo 29 asientos frente a 206 para el DC dos años antes -fácilmente la peor derrota que un gobierno saliente en Italia haya sufrido alguna vez, y una de las peores sufridas por un partido gobernante de Europa Occidental.

## Nuevo sistema electoral
Se introdujo un nuevo sistema electoral en estas elecciones, después de la abolición de la representación proporcional establecida después del final de la Segunda Guerra Mundial, mediante un referéndum en 1993.
El nuevo e intrincado sistema electoral de Italia, apodado el Mattarellum (después de Sergio Mattarella, quien fue el proponente oficial), proporcionó el 75% de los escaños en la Cámara de Diputados (la Cámara baja) elegidos por el sistema de votación plural, mientras que el 25% restante se asignó por representación proporcional, con un umbral mínimo del 4%. El método asociado con el Senado fue aún más complicado: el 75% de los escaños por método uninominal y el 25% por un método proporcional especial que en la práctica asignó los escaños restantes a partidos minoritarios.

## Contexto histórico
En 1992, los cinco partidos gobernantes prooccidentales, Democracia Cristiana, el Partido Socialista Italiano, el Partido Socialdemócrata Italiano, el Partido Republicano Italiano y el Partido Liberal Italiano, perdieron gran parte de su poder electoral casi de la noche a la mañana debido a una gran cantidad de investigaciones judiciales sobre la corrupción financiera de muchos de sus miembros más destacados. Esto condujo a una expectativa general de que las próximas elecciones serían ganadas por el Partido Democrático de la Izquierda, los herederos del antiguo Partido Comunista Italiano, y su coalición Alianza de los Progresistas a menos que hubiera una alternativa.

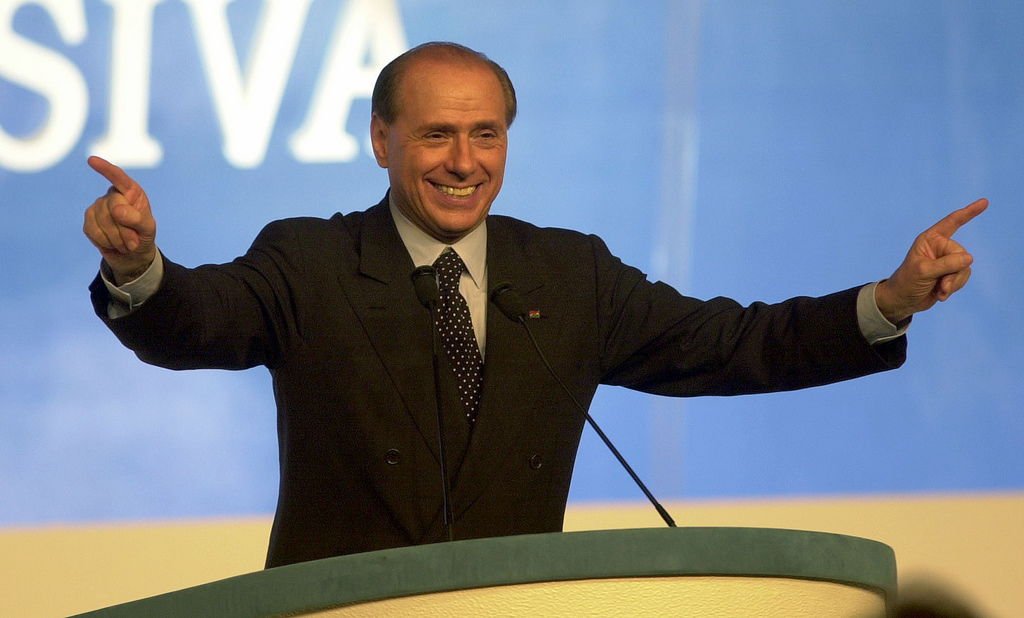
Berlusconi durante un mitin de Forza Italia

El 26 de enero de 1994, el magnate de los medios Silvio Berlusconi anunció su decisión de ingresar en la política ("entrar al campo", en sus propias palabras) presentando su propio partido político, Forza Italia, en una plataforma centrada en derrotar a los comunistas. Su objetivo político era convencer a los votantes del Pentapartito (es decir, los cinco partidos gobernantes habituales) que estaban sorprendidos y confundidos por los escándalos de Mani Pulite, que Forza Italia ofrecía tanto novedad como la continuación de las políticas de mercado libre prooccidentales seguidas por Italia, desde el final de la Segunda Guerra Mundial.
Poco después de que decidió entrar en la arena política, se dijo que los investigadores del caso Mani Pulite estaban cerca de emitir órdenes para el arresto de Berlusconi y altos ejecutivos de su grupo empresarial. Durante sus años de carrera política, Berlusconi ha declarado en repetidas ocasiones que las investigaciones de Mani Pulite fueron dirigidas por fiscales comunistas que querían establecer un gobierno de estilo soviético en Italia.
Para ganar las elecciones, Berlusconi formó dos alianzas electorales separadas: Polo de las Libertades (Polo delle Libertà) con la Liga Norte (Lega Nord) en los distritos del norte de Italia, y otro, el Polo del Buen Gobierno (Polo del Buon Governo), con el postfascista Alianza Nacional (Alleanza Nazionale; heredero del Movimiento Social Italiano) en las regiones central y sur. En un astuto movimiento pragmático, no se alió con este último en el Norte porque a la Liga no le gustaban. Como resultado, Forza Italia se alió con dos partes que no estaban aliadas entre sí.
Berlusconi lanzó una campaña masiva de anuncios electorales en sus tres cadenas de televisión. Posteriormente ganó las elecciones, con Forza Italia obteniendo el 21% del voto popular, el porcentaje más alto de cualquier partido individual. Una de las promesas más importantes que hizo para asegurar la victoria fue que su gobierno crearía "un millón de empleos más".
Por otro lado, la Alianza de los Progresistas de centroizquierda dirigida por Achille Occhetto, también llamada Joyful War Machine, fue compuesta por los dos partidos nacidos de la disolución del Partido Comunista Italiano: el Partido Democrático de Izquierda y el Partido de la Refundación Comunista. Ya que la alianza estaba segura de la victoria, basó su campaña en acusar el poder comunicativo de Silvio Berlusconi.

## Principales coaliciones y partidos
| Coalición | Coalición                                       | Partido                            | Partido                                   | Ideología principal     | Líder             |
| --------- | ----------------------------------------------- | ---------------------------------- | ----------------------------------------- | ----------------------- | ----------------- |
|           | Polo de las Libertades – Polo del Buen Gobierno |                                    | Forza Italia (FI)                         | Conservadurismo liberal | Silvio Berlusconi |
|           | Polo de las Libertades – Polo del Buen Gobierno | Alianza Nacional (AN)              | Conservadurismo nacionalista              | Gianfranco Fini         |                   |
|           | Polo de las Libertades – Polo del Buen Gobierno | Liga Norte (LN)                    | Regionalismo/Populismo                    | Umberto Bossi           |                   |
|           | Polo de las Libertades – Polo del Buen Gobierno | Centro Cristiano Democrático (CCD) | Democracia cristiana                      | Pier Ferdinando Casini  |                   |
|           | Polo de las Libertades – Polo del Buen Gobierno | Unión de Centro (UdC)              | Liberalismo                               | Raffaele Costa          |                   |
|           | Polo de las Libertades – Polo del Buen Gobierno | Polo Liberal Democrático (PLD)     | Liberalismo                               | Adriano Teso            |                   |
|           | Alianza de los Progresistas                     |                                    | Partido Democrático de la Izquierda (PDS) | Socialismo democrático  | Achille Occhetto  |
|           | Partido de la Refundación Comunista (PRC)       | Comunismo                          | Fausto Bertinotti                         |                         |                   |
|           | Federación de los Verdes (FdV)                  | Política verde                     | Franco Corleone                           |                         |                   |
|           | Partido Socialista Italiano (PSI)               | Socialdemocracia                   | Ottaviano Del Turco                       |                         |                   |
|           | La Red (LR)                                     | Izquierda cristiana/Anticorrupción | Leoluca Orlando                           |                         |                   |
|           | Alianza Democrática (UD)                        | Socioliberalismo                   | Willer Bordon                             |                         |                   |
|           | Cristianos Sociales (CS)                        | Izquierda cristiana                | Pierre Carniti                            |                         |                   |
|           | Renacimiento Socialista (RS)                    | Socialdemocracia                   | Giorgio Benvenuto                         |                         |                   |
|           | Pacto por Italia                                |                                    | Partido Popular Italiano (PPI)            | Democracia cristiana    | Mino Martinazzoli |
|           | Pacto Segni (PS)                                | Centrismo                          | Mario Segni                               |                         |                   |
|           | Partido Republicano Italiano (PRI)              | Liberalismo                        | Giorgio La Malfa                          |                         |                   |

### Principales líderes de coaliciones
| Retrato | Nombre | Nombre                        | Posición más reciente | Refs         |
| ------- | ------ | ----------------------------- | --- | ------------ |
|         |        | Silvio Berlusconi (1936–2023) | Presidente de Forza Italia (1994–en el cargo) Otras posicionesNinguna | [ 5 ] [ 6 ]  |
|         |        | Achille Occhetto (1936– )     | Secretario nacional del Partido Democrático de la Izquierda (1991–en el cargo) Otras posicionesDiputado de la República Italiana (1976–en el cargo) Diputado del Parlamento Europeo (1989–en el cargo) Secretario general del Partido Comunista Italiano (1988–1991) Secretario de la Federación Juvenil Comunista Italiana (1962–1966) | [ 7 ] [ 8 ]  |
|         |        | Mario Segni (1939– )          | Líder del Pacto Segni (1993–en el cargo) Otras posicionesDiputado de la República Italiana (1976–en el cargo) | [ 9 ] [ 10 ] |

## Resultados

### Cámara de Diputados

#### Resultados totales
En las elecciones, la coalición de Berlusconi obtuvo una victoria decisiva sobre la progresista, convirtiéndose en la primera alianza de centro derecha en ganar unas elecciones generales en Italia desde el final de la Segunda Guerra Mundial. El Polo de las Libertades (PdL) ganó en las principales regiones de Italia: en el Norte los partidos más fuertes fueron la Liga del Norte regionalista y Forza Italia, que también pudo ganar en todas las provincias de Sicilia, mientras que en el Sur la Alianza Nacional (AN) recibió más votos. La Alianza de los Progresistas (AdlP) confirmó su predominio en las regiones del 'cinturón rojo' del centro de Italia y en el sur.
|                                                              |                                                              |                                           |              |              |              |            |            |            |                 |       |
| Partido o Coalición                                          | Partido o Coalición                                          | Partido o Coalición                       | Proporcional | Proporcional | Proporcional | Uninominal | Uninominal | Uninominal | Escaños totales | +/–   |
| Partido o Coalición                                          | Partido o Coalición                                          | Partido o Coalición                       | Votos        | %            | Escaños      | Votos      | %          | Escaños    | Escaños totales | +/–   |
|                                                              |                                                              | Forza Italia (FI)                         | 8.136.135    | 21,01        | 24           | 18.179.279 | 47,21      | 87         | 111             | Nuevo |
|                                                              | Centro Cristiano Democrático (CCD)                           | 6                                         | 8.136.135    | 21,01        | 21           | 18.179.279 | 47,21      | 27         | Nuevo           |       |
|                                                              | Alianza Nacional (AN)                                        | 5.214.133                                 | 13,47        | 23           | 87           | 18.179.279 | 47,21      | 110        | +76             |       |
|                                                              | Liga Norte (LN)                                              | 3.235.248                                 | 8,36         | 11           | 107          | 18.179.279 | 47,21      | 118        | +63             |       |
| Polo de las Libertades (PdL) – Polo del Buen Gobierno (PdBG) | Polo de las Libertades (PdL) – Polo del Buen Gobierno (PdBG) | 16,585,516                                | 41,84        | 64           | 18.179.279   | 47,21      | 302        | 366        | –               |       |
|                                                              |                                                              | Partido Democrático de la Izquierda (PDS) | 7.881.646    | 20,36        | 38           | 12.632.680 | 32,81      | 87         | 125             | +17   |
|                                                              | Partido de la Refundación Comunista (PRC)                    | 2.343.946                                 | 6,05         | 11           | 27           | 12.632.680 | 32,81      | 38         | +3              |       |
|                                                              | Federación de los Verdes (FdV)                               | 1.047.268                                 | 2,70         | 0            | 11           | 12.632.680 | 32,81      | 11         | −5              |       |
|                                                              | Partido Socialista Italiano (PSI)                            | 849.429                                   | 2,19         | 0            | 15           | 12.632.680 | 32,81      | 15         | −78             |       |
|                                                              | La Red (LR)                                                  | 719.841                                   | 1,86         | 0            | 8            | 12.632.680 | 32,81      | 8          | −4              |       |
|                                                              | Alianza Democrática (AD)                                     | 456.114                                   | 1,18         | 0            | 16           | 12.632.680 | 32,81      | 16         | Nuevo           |       |
| Alianza de los Progresistas                                  | Alianza de los Progresistas                                  | 13,298,244                                | 34,34        | 49           | 12.632.680   | 32,81      | 164        | 213        | –               |       |
|                                                              |                                                              | Partido Popular Italiano (PPI)            | 4.287.172    | 11,07        | 29           | 6.019.038  | 15,63      | 4          | 33              | −173  |
|                                                              | Pacto Segni (PS)                                             | 1.811.814                                 | 4,68         | 13           | 0            | 6.019.038  | 15,63      | 13         | Nuevo           |       |
| Pacto por Italia                                             | Pacto por Italia                                             | 6,098,986                                 | 15,75        | 42           | 6.019.038    | 15,63      | 4          | 46         | –               |       |
|                                                              | Partido Popular Sudtirolés (SVP)                             | Partido Popular Sudtirolés (SVP)          | 231.842      | 0,60         | 0            | 188.017    | 0,49       | 3          | 3               | ±0    |
|                                                              | Liga de Acción Meridional (LAM)                              | Liga de Acción Meridional (LAM)           | 59.873       | 0,15         | 0            | 46.820     | 0,13       | 1          | 1               | +1    |
|                                                              | Valle de Aosta (VdA)                                         | Valle de Aosta (VdA)                      |              |              | 0            | 43.700     | 0,11       | 1          | 1               | ±0    |
|                                                              | Otros Partidos                                               | Otros Partidos                            | 2.446.432    | 7.35         | 0            | 1.611.359  | 3.62       | 0          | 0               | ±0    |
|                                                              |                                                              |                                           |              |              |              |            |            |            |                 |       |
| Votos válidos                                                | Votos válidos                                                | Votos válidos                             | 38.720.893   | 93.20        |              | 38.504.158 | 93.20      |            |                 |       |
| Votos nulos                                                  | Votos nulos                                                  | Votos nulos                               | 1.421.900    | 3.42         | 1.321.900    | 3.42       |            |            |                 |       |
| Votos en blanco                                              | Votos en blanco                                              | Votos en blanco                           | 1.403.497    | 3.38         | 1.103.497    | 3.38       |            |            |                 |       |
| Total                                                        | Total                                                        | Total                                     | 41.546.290   | 100.00       | 155          | 41.539.464 | 100.00     | 475        | 630             | –     |
| Registrados/Participación                                    | Registrados/Participación                                    | Registrados/Participación                 | 48.135.041   | 86.31        | −1.04        | 48.235.213 | 86.31      | −1.04      | −1.04           | −1.04 |
| Fuente: Departamento de Asuntos Internos y Territoriales     |                                                              |                                           |              |              |              |            |            |            |                 |       |

#### Proporcionales
|                                       | Forza Italia (FI)                              | 8.136.135  | 21,01 | 30  |
|                                       | Partido Democrático de la Izquierda (PDS)      | 7.881.646  | 20,36 | 38  |
|                                       | Alianza Nacional (AN)                          | 5.214.133  | 13,47 | 23  |
|                                       | Partido Popular Italiano (PPI)                 | 4.287.172  | 11,07 | 29  |
|                                       | Liga Norte (LN)                                | 3.235.248  | 8,36  | 11  |
|                                       | Partido de la Refundación Comunista (PRC)      | 2.343.946  | 6,05  | 11  |
|                                       | Pacto Segni (PS)                               | 1.811.814  | 4,68  | 13  |
|                                       | Lista Pannella (LP)                            | 1.359.283  | 3,51  | 0   |
|                                       | Federación de los Verdes (FdV)                 | 1.047.268  | 2,70  | 0   |
|                                       | Partido Socialista Italiano (PSI)              | 849.429    | 2,19  | 0   |
|                                       | La Red (LR)                                    | 719.841    | 1,86  | 0   |
|                                       | Alianza Democrática (AD)                       | 456.114    | 1,18  | 0   |
|                                       | Partido Popular Sudtirolés (SVP)               | 231.842    | 0,60  | 0   |
|                                       | Socialdemocracia por las Libertades (PSDI–FDS) | 179.495    | 0,46  | 0   |
|                                       | Programa Italia (PI)                           | 151.328    | 0,39  | 0   |
|                                       | Lega Alpina Lumbarda (LAL)                     | 136.782    | 0,35  | 0   |
|                                       | Liga Autonomía Véneta (LAV)                    | 103.764    | 0,27  | 0   |
|                                       | Liga de Acción Meridional (LAM)                | 59.873     | 0,15  | 0   |
|                                       | Otros                                          | 517.780    | 1,34  | 0   |
| Votos válidos                         | Votos válidos                                  | 38.720.893 | 93,20 | –   |
| Votos inválidos/en blanco/sin asignar | Votos inválidos/en blanco/sin asignar          | 2.825.397  | 6,80  | –   |
| Total                                 | Total                                          | 41.546.290 | 100   | 155 |
| Votantes registrados/participación    | Votantes registrados/participación             | 48.135.041 | 86,31 | –   |
| Fuente: Ministerio del Interior       |                                                |            |       |     |

| \| Voto popular (Proporcional) \| Voto popular (Proporcional) \| Voto popular (Proporcional) \| Voto popular (Proporcional) \| Voto popular (Proporcional) \| \| --------------------------- \| --------------------------- \| --------------------------- \| --------------------------- \| --------------------------- \| \| Partidos \| Partidos \| \| % \| % \| \| FI \| FI \| \| 21.01 % \| 21.01 % \| \| PDS \| PDS \| \| 20.36 % \| 20.36 % \| \| AN \| AN \| \| 13.47 % \| 13.47 % \| \| PPI \| PPI \| \| 11.07 % \| 11.07 % \| \| LN \| LN \| \| 8.36 % \| 8.36 % \| \| PRC \| PRC \| \| 6.05 % \| 6.05 % \| \| Segni \| Segni \| \| 4.68 % \| 4.68 % \| \| Pannella \| Pannella \| \| 3.51 % \| 3.51 % \| \| FdV \| FdV \| \| 2.70 % \| 2.70 % \| \| PSI \| PSI \| \| 2.19 % \| 2.19 % \| \| La Rete \| La Rete \| \| 1.86 % \| 1.86 % \| \| AD \| AD \| \| 1.18 % \| 1.18 % \| \| Otros \| Otros \| \| 3.56 % \| 3.56 % \| |          |  |         |         |
| Voto popular (Proporcional) |          |  |         |         |
| Partidos | Partidos |  | %       | %       |
| FI | FI       |  | 21.01 % | 21.01 % |
| PDS | PDS      |  | 20.36 % | 20.36 % |
| AN | AN       |  | 13.47 % | 13.47 % |
| PPI | PPI      |  | 11.07 % | 11.07 % |
| LN | LN       |  | 8.36 %  | 8.36 %  |
| PRC | PRC      |  | 6.05 %  | 6.05 %  |
| Segni | Segni    |  | 4.68 %  | 4.68 %  |
| Pannella | Pannella |  | 3.51 %  | 3.51 %  |
| FdV | FdV      |  | 2.70 %  | 2.70 %  |
| PSI | PSI      |  | 2.19 %  | 2.19 %  |
| La Rete | La Rete  |  | 1.86 %  | 1.86 %  |
| AD | AD       |  | 1.18 %  | 1.18 %  |
| Otros | Otros    |  | 3.56 %  | 3.56 %  |

#### Uninominales
| Partidos y coaliciónes | Partidos y coaliciónes                         | Votos      | %      | Escaños |
| ---------------------- | ---------------------------------------------- | ---------- | ------ | ------- |
|                        | Alianza de los Progresistas (AdP)              | 12.632.680 | 32,81  | 164     |
|                        | Polo de las Libertades (PdL)                   | 8.767.720  | 22,77  | 164     |
|                        | Pacto por Italia (PpI)                         | 6.019.038  | 15,63  | 4       |
|                        | Polo del Buen Gobierno (PdBG)                  | 5.732.890  | 14,89  | 129     |
|                        | Alianza Nacional (AN)                          | 2.566.848  | 6,67   | 8       |
|                        | Forza Italia (FI)                              | 679.154    | 1,76   | 1       |
|                        | Lista Pannella (LP)                            | 432.667    | 1,12   | 0       |
|                        | Partido Popular Sudtirolés (SVP)               | 188.017    | 0,49   | 3       |
|                        | Socialdemocracia por las Libertades (PSDI–FDS) | 147.493    | 0,38   | 0       |
|                        | Liga de Acción Meridional (LAM)                | 46.820     | 0,13   | 1       |
|                        | Valle de Aosta (VdA)                           | 43.700     | 0,11   | 1       |
|                        | Otros                                          | 1.247.131  | 3,24   | 0       |
| Total                  | Total                                          | 38.504.158 | 100,00 | 475     |

| \| Voto popular (Uninominal) \| Voto popular (Uninominal) \| Voto popular (Uninominal) \| Voto popular (Uninominal) \| Voto popular (Uninominal) \| \| ------------------------- \| ------------------------- \| ------------------------- \| ------------------------- \| ------------------------- \| \| Partidos \| Partidos \| \| % \| % \| \| PdL–PdBG \| PdL–PdBG \| \| 37.66 % \| 37.66 % \| \| AdP \| AdP \| \| 32.81 % \| 32.81 % \| \| PpI \| PpI \| \| 15.63 % \| 15.63 % \| \| AN \| AN \| \| 6.67 % \| 6.67 % \| \| FI \| FI \| \| 1.76 % \| 1.76 % \| \| Pannella \| Pannella \| \| 1.12 % \| 1.12 % \| \| Otros \| Otros \| \| 4.35 % \| 4.35 % \| |          |  |         |         |
| Voto popular (Uninominal) |          |  |         |         |
| Partidos | Partidos |  | %       | %       |
| PdL–PdBG | PdL–PdBG |  | 37.66 % | 37.66 % |
| AdP | AdP      |  | 32.81 % | 32.81 % |
| PpI | PpI      |  | 15.63 % | 15.63 % |
| AN | AN       |  | 6.67 %  | 6.67 %  |
| FI | FI       |  | 1.76 %  | 1.76 %  |
| Pannella | Pannella |  | 1.12 %  | 1.12 %  |
| Otros | Otros    |  | 4.35 %  | 4.35 %  |

### Senado de la República
|                                                              |                                                              |                                                |            |            |            |                        |                 |       |
| Partido o Coalición                                          | Partido o Coalición                                          | Partido o Coalición                            | Uninominal | Uninominal | Uninominal | Proporcional (Escaños) | Escaños totales | +/–   |
| Partido o Coalición                                          | Partido o Coalición                                          | Partido o Coalición                            | Votos      | %          | Escaños    | Proporcional (Escaños) | Escaños totales | +/–   |
|                                                              |                                                              | Liga Norte (LN)                                | 14.110.705 | 42,66      | 128        | 28                     | 60              | +35   |
|                                                              | Alianza Nacional (AN)                                        | 48                                             | 14.110.705 | 42,66      | 128        | 28                     | +32             |       |
|                                                              | Forza Italia (FI)                                            | 35                                             | 14.110.705 | 42,66      | 128        | 28                     | Nuevo           |       |
|                                                              | Centro Cristiano Democrático (CCD)                           | 12                                             | 14.110.705 | 42,66      | 128        | 28                     | Nuevo           |       |
| Polo de las Libertades (PdL) – Polo del Buen Gobierno (PdBG) | Polo de las Libertades (PdL) – Polo del Buen Gobierno (PdBG) | 14.110.705                                     | 42.66      | 128        | 28         | 156                    | –               |       |
|                                                              |                                                              | Partido Democrático de la Izquierda (PDS)      | 10.881.320 | 32,90      | 96         | 26                     | 76              | +12   |
|                                                              | Partido de la Refundación Comunista (PRC)                    | 18                                             | 10.881.320 | 32,90      | 96         | 26                     | −2              |       |
|                                                              | Partido Socialista Italiano (PSI)                            | 9                                              | 10.881.320 | 32,90      | 96         | 26                     | −40             |       |
|                                                              | Federación de los Verdes (FdV)                               | 7                                              | 10.881.320 | 32,90      | 96         | 26                     | +3              |       |
|                                                              | Alianza Democrática (AD)                                     | 6                                              | 10.881.320 | 32,90      | 96         | 26                     | Nuevo           |       |
|                                                              | La Red (LR)                                                  | 6                                              | 10.881.320 | 32,90      | 96         | 26                     | +3              |       |
| Alianza de los Progresistas                                  | Alianza de los Progresistas                                  | 10.881.320                                     | 32.90      | 96         | 26         | 122                    | –               |       |
|                                                              | Pacto por Italia (PpI)                                       | Pacto por Italia (PpI)                         | 5.519.090  | 16,69      | 3          | 28                     | 31              | −76   |
|                                                              | Lista Pannella (LP)                                          | Lista Pannella (LP)                            | 767.765    | 2,32       | 0          | 1                      | 1               | +1    |
|                                                              | Partido de los Pensionistas (PP)                             | Partido de los Pensionistas (PP)               | 250.637    | 0,76       | 0          | 0                      | 0               | ±0    |
|                                                              | Lega Alpina Lumbarda (LAL)                                   | Lega Alpina Lumbarda (LAL)                     | 246.046    | 0,74       | 0          | 1                      | 1               | ±0    |
|                                                              | Partido Popular Sudtirolés (SVP)                             | Partido Popular Sudtirolés (SVP)               | 217.137    | 0,66       | 3          | 0                      | 3               | ±0    |
|                                                              | Liga Autonomía Véneta (LAV)                                  | Liga Autonomía Véneta (LAV)                    | 165.370    | 0,50       | 0          | 0                      | 0               | −1    |
|                                                              | Verdes Federalistas (VF)                                     | Verdes Federalistas (VF)                       | 100.418    | 0,30       | 0          | 0                      | 0               | ±0    |
|                                                              | Partido Sardo de Acción (PSd'Az)                             | Partido Sardo de Acción (PSd'Az)               | 88.225     | 0,27       | 0          | 0                      | 0               | ±0    |
|                                                              | Partido de la Ley Natural (PLN)                              | Partido de la Ley Natural (PLN)                | 86.579     | 0,26       | 0          | 0                      | 0               | Nuevo |
|                                                              | Socialdemocracia por las Libertades (PSDI–FDS)               | Socialdemocracia por las Libertades (PSDI–FDS) | 80.264     | 0,24       | 0          | 0                      | 0               | −3    |
|                                                              | La Liga de Ángela Bossi                                      | La Liga de Ángela Bossi                        | 72.455     | 0,22       | 0          | 0                      | 0               | Nuevo |
|                                                              | Verdes Verdes (VV)                                           | Verdes Verdes (VV)                             | 68.218     | 0,21       | 0          | 0                      | 0               | ±0    |
|                                                              | Movimiento Véneto Región Autónoma (MVRA)                     | Movimiento Véneto Región Autónoma (MVRA)       | 64.149     | 0,19       | 0          | 0                      | 0               | ±0    |
|                                                              | Lista Magris (LM)                                            | Lista Magris (LM)                              | 61.400     | 0,19       | 1          | 0                      | 1               | Nuevo |
|                                                              | Liga de Acción Meridional (LAM)                              | Liga de Acción Meridional (LAM)                | 54.395     | 0,16       | 0          | 0                      | 0               | ±0    |
|                                                              | Liga para Piamonte                                           | Liga para Piamonte                             | 49.505     | 0,15       | 0          | 0                      | 0               | Nuevo |
|                                                              | Valle de Aosta (VdA)                                         | Valle de Aosta (VdA)                           | 27.493     | 0,08       | 1          | 0                      | 1               | ±0    |
|                                                              | Otros partidos                                               | Otros partidos                                 | 931.143    | 2,82       | 0          | 0                      | 0               | –     |
|                                                              |                                                              |                                                |            |            |            |                        |                 |       |
| Votos válidos                                                | Votos válidos                                                | Votos válidos                                  | 33.074.549 | 92,20      |            |                        |                 |       |
| Votos nulos                                                  | Votos nulos                                                  | Votos nulos                                    | 1.220.222  | 3,40       |            |                        |                 |       |
| Votos en blanco                                              | Votos en blanco                                              | Votos en blanco                                | 1.578.604  | 4,40       |            |                        |                 |       |
| Total                                                        | Total                                                        | Total                                          | 35.873.375 | 100        | 232        | 83                     | 315             | –     |
| Votantes registrados/participación                           | Votantes registrados/participación                           | Votantes registrados/participación             | 41.795.730 | 85,83      | −1.07      | −1.07                  | −1.07           | −1.07 |
| Fuente: Ministerio del Interior                              |                                                              |                                                |            |            |            |                        |                 |       |

| \| Voto popular \| Voto popular \| Voto popular \| Voto popular \| Voto popular \| \| ------------ \| ------------ \| ------------ \| ------------ \| ------------ \| \| Partidos \| Partidos \| \| % \| % \| \| PdL–PdBG \| PdL–PdBG \| \| 33.61 % \| 33.61 % \| \| AdP \| AdP \| \| 32.90 % \| 32.90 % \| \| PpI \| PpI \| \| 16.69 % \| 16.69 % \| \| AN \| AN \| \| 6.28 % \| 6.28 % \| \| Pannella \| Pannella \| \| 2.32 % \| 2.32 % \| \| Otros \| Otros \| \| 8.20 % \| 8.20 % \| |          |  |         |         |
| Voto popular |          |  |         |         |
| Partidos | Partidos |  | %       | %       |
| PdL–PdBG | PdL–PdBG |  | 33.61 % | 33.61 % |
| AdP | AdP      |  | 32.90 % | 32.90 % |
| PpI | PpI      |  | 16.69 % | 16.69 % |
| AN | AN       |  | 6.28 %  | 6.28 %  |
| Pannella | Pannella |  | 2.32 %  | 2.32 %  |
| Otros | Otros    |  | 8.20 %  | 8.20 %  |

## Secuelas
El día de las elecciones, la coalición de Berlusconi obtuvo una victoria decisiva sobre la de Occhetto, convirtiéndose en la primera coalición de centroderecha en ganar las elecciones generales desde la Segunda Guerra Mundial. En la votación popular, la coalición de Berlusconi superó a la Alianza de los Progresistas por más de 5,1 millones de votos. Polo de las Libertades ganó en las principales regiones de Italia: en el norte, los partidos más fuertes fueron los regionalistas Liga Norte y Forza Italia, que fue capaz de ganar en toda la provincia de Sicilia, mientras que en el sur Alianza Nacional recibió más votos. La Alianza de los Progresistas se reconfirmó en las regiones ex comunistas del Centro y del Sur.
En lugar de hacerlo en la Cámara, Polo de las Libertades fracasó en ganar una mayoría en el Senado. Aunque, el primer Gabinete de Berlusconi obtuvo un voto de confianza también en el Senado, gracias a la deserción de cuatro senadores del PPI (Vittorio Cecchi Gori, Stefano Cusumano, Luigi Grillo y Tomaso Zanoletti), quienes decidieron no participar en la votación.
El voto de los Senadores vitalicios no fue decisivo, ya que tres (Gianni Agnelli, Francesco Cossiga y Giovanni Leone) votaron a favor del gobierno, tres estuvieron ausentes (Carlo Bo, Norberto Bobbio y Amintore Fanfani) y cinco votaron en contra (Giulio Andreotti, Francesco De Martino, Giovanni Spadolini y Paolo Emilio Taviani y Leo Valiani).
El Senado finalmente le dio a Berlusconi 159 votos a favor y 153 en contra.

### Regiones cerradas
Regiones donde el margen de victoria de la coalición es <5% para la Cámara
1. Molise, 1.5%
2. Campania, 2.1%
3. Lazio, 2.5%
4. Liguria, 3.6%

## Otras lecturas
- Carter, Nick (1998). «Italy: The Demise of Post-War Partyocracy». Political Parties and the Collapse of the Old Orders (en inglés) (State University of New York Press). pp. 71-94.
- Diamanti, Ilvo; Mannheimer, Renato, eds. (1994). Milano a Roma: guida all'Italia elettorale del 1994 (en inglés). Donzelli.
- Parker, Simon (1996). «Electoral reform and political change in Italy, 1991–1994». The New Italian Republic: From the Fall of the Berlin Wall to Berlusconi (en inglés) (Routledge). pp. 40-56.